# Bernhard Borgmann
Bernhard „Bennie“ Borgmann (* 21. November 1899 in Haledon, New Jersey; † 11. November 1978 in Hawthorne, New Jersey) war ein US-amerikanischer Basketballspieler, der zu den ersten bekannten Profispielern des Sports gehörte und der als erfolgreichster Korbjäger der 1920er Jahre gilt. Für seine sportlichen Leistungen wurde Borgmann 1961 in die Naismith Memorial Basketball Hall of Fame aufgenommen.

## Karriere
Borgmann war zwischen 1919 und 1936 für eine ganze Reihe von Profimannschaften in unterschiedlichen Basketballligen aktiv. Unter anderem spielte er für die Fort Wayne Hoosiers und die Kingston Colonials. Zwischen 1922 und 1935 wurde Borgmann 15 mal bester Korbjäger, unter anderem in der American Basketball League und der Metropolitan Basketball League. Dieser Rekord war ihm nur möglich, da es zu Borgmanns Zeit noch üblich war, als Profispieler gleichzeitig für mehrere Mannschaften anzutreten. 1924 errang er die sogenannte nationale Mythische Meisterschaft, indem er sein Team in sechs Spielen zu vier Siegen gegen die Original Celtics führte.
Borgmann erzielte regelmäßig Ausbeuten von mehr als zehn Punkten pro Spiel. Dies waren außergewöhnliche Werte für einen Spieler, angesichts der Tatsache, dass in dieser Ära Mannschaften selten mehr als 30 Punkte insgesamt pro Spiel erreichten. Im Jahr 1925 gewann Borgmann den Korbjägertitel der Metropolitan League mit 11,8 Punkten pro Partie und dem damals enormen Abstand von 3 Punkten auf den zweitplatzierten Spieler in dieser Statistik.
Borgmann spielte nicht nur in knapp 3.000 Partien als Profibasketballer, sondern war zusätzlich noch in 2.000 Profispielen im Baseball aufgestellt. Seine Zeit als aktiver Baseballspieler reichte von 1928 bis 1942. Im Anschluss war Borgmann als Scout und Trainer im professionellen und Collegebaseball tätig. Als Basketball-Coach betreute er von 1946 bis 1948 auch die Syracuse Nationals in der NBL vor ihrem Beitritt zur NBA.

## Persönliches
Sein Bruder war Frank Borgmann (16. Oktober 1905 – 8. Februar 1972).